# چکاوک آبیا
چکاوک آبیا (نام علمی: Spizocorys obbiensis) نام یک گونه از سرده چکاوک‌های زنگی است.